# My Love Is Your Love (chanson)
Cet article concerne la chanson. Pour l'album, voir My Love Is Your Love.
Singles de Whitney Houston
It's Not Right but It's Okay
(1999) I Learned from the Best
(1999)
My Love Is Your Love est une chanson de Whitney Houston écrite par Jerry Duplessis et Wyclef Jean.
Elle est issue de l'album My Love Is Your Love (1998) et est sortie comme single le 3 juillet 1999.